# Анна Каренина (фильм, 2009)
«Анна Каренина» — российский художественный фильм 2009 года режиссёра Сергея Соловьёва по мотивам одноимённого романа Льва Толстого. Последний фильм с участием Александра Абдулова, одна из последних киноработ Олега Янковского.
В 2013 году на Первом канале состоялась премьера расширенной телеверсии фильма в пяти сериях хронометражем по 50 минут; запланирован выход этой версии картины на DVD.

## Сюжет
По мотивам одноимённого романа Льва Толстого. Анна — молодая и красивая жена Каренина. Она встречает молодого красавца Вронского, который младше её на несколько лет, и у них начинается роман. Теперь Анна разрывается между любовью к Вронскому и браком с Карениным.

## Съёмки
Съёмки фильма были завершены в феврале 2007 года, но премьера состоялась лишь два года спустя. Причиной этого стало затянувшееся окончание съёмок фильма «2-Асса-2», который по сюжету связан с «Анной Карениной», и поэтому, по задумке Соловьёва, его премьерный показ должен был осуществиться раньше. Премьера дилогии состоялась 25 февраля 2009 года в рамках закрытия VII Международного фестиваля кинематографических дебютов «Дух огня».

## В ролях
- Татьяна Друбич — Анна Аркадьевна Каренина
- Ярослав Бойко — граф Алексей Кириллович Вронский, полковник
- Олег Янковский — Алексей Александрович Каренин, муж Анны
- Сергей Гармаш — Константин Дмитриевич Лёвин / текст от автора
- Александр Абдулов — князь Степан Аркадьевич (Стива) Облонский, брат Анны
- Елена Дробышева — княгиня Дарья Александровна (Долли) Облонская, жена Стивы
- Мария Аниканова — Екатерина Александровна (Кити) Щербацкая, сестра Долли, позже — жена Лёвина
- Людмила Савельева — княгиня Щербацкая
- Эдуард Марцевич — князь Щербацкий
- Вячеслав Манучаров — Николай Щербацкий
- Анна Вартанян — подруга Карениной
- Сергей Кагаков — Гриневич
- Людмила Максакова — графиня Лидия Ивановна
- Дмитрий Персин
- Александр Руснак — Корсунский
- Екатерина Бестужева
- Екатерина Васильева — мать Вронского
- Полина Невзорова — княгиня Картасова
- Светлана Тормахова
- Александр Удалов
- Владимир Фёдоров
- Евгения Крюкова — княгиня Елизавета Фёдоровна (Бетси) Тверская, кузина Вронского, жена кузена Анны

## Съёмочная группа
- Режиссёр — Сергей Соловьёв
- Композитор — Анна Соловьёва
- Российский государственный симфонический оркестр кинематографии
  - Дирижёр — Сергей Скрипка
- Операторы-постановщики — Сергей Астахов, Юрий Клименко
- Художники-постановщики — Александр Борисов, Сергей Иванов при участии Веры Зелинской
- Художник по костюмам — Наталья Дзюбенко
- Художник-декоратор — Валерий Гранков
- Художник-фотограф — Станислав Полнарев

## Награды и номинации
- 2010 — премия «Ника» за 2009 год в номинации «Лучшая работа художника по костюмам» — Наталье Дзюбенко.